# Liste der Bodendenkmale in Moringen
In der Liste der Bodendenkmale in Moringen sind die Bodendenkmale der niedersächsischen Gemeinde Moringen aufgeführt. Die Quelle ist der Denkmalatlas Niedersachsen.
- Bitte beachten Sie, dass diese Liste keinen Anspruch auf Vollständigkeit erhebt. Die Angaben ersetzen nicht die rechtsverbindliche Auskunft der zuständigen Denkmalschutzbehörde.
- Der Stand der Liste ist der 4. Februar 2025.

Moringen im Landkreis Northeim

## Allgemein
In den Spalten finden sich folgende Informationen des Bodendenkmales:
| Lage         | geographische Koordinaten                                                           |
| Bezeichnung  | Bezeichnung lt. Denkmalatlas                                                        |
| Beschreibung | Beschreibung lt. Denkmalatlas                                                       |
| ID           | Objekt-ID                                                                           |
| Bild         | Bild, ggf. zusätzlich mit Link zu weiteren Fotos im Medienarchiv Wikimedia Commons. |

## Blankenhagen
| Lage                        | Bezeichnung                | Beschreibung | ID       | Bild |
| --------------------------- | -------------------------- | --- | -------- | ---- |
| 51° 41′ 33″ N, 9° 49′ 48″ O | Blankenhagen 15, Landwehr  | Zwischen „Hoher Rodt“ im O und „Balos“ im W. Ca. 1,4 km lange Landwehr aus Wall und Graben; stellenweise Vorwälle und Verdoppelung des inneren Walles. Gut erhalten. Im südöstl. Endbereich 1 Wall, sonst größtenteils bis 2 Wälle mit Graben. Wall-Br. ca. 3 m; H. ca. 1 m. Graben-T. bis 1 m, durch das natürliche Bachtal oft tiefer bzw. höher erscheinend. Teilweise kleine Unterbrechungen. Gesamt-Br. bis 20 m. Weiter nördl. größtenteils 3 parallele Wälle. H. ca. 0,5 m; Gesamt-Br. bis 15 m. Im südl. Endbereich sehr verschliffen. Ganz im Norden ist von der Landwehr im südöstl. Bereich nur noch ein verschliffener Graben von 0,3 m T. erhalten, im nordwestl. Bereich geringfügig eingetiefter Waldweg erkennbar. - Teilstück ID: 35504682 | 34818619 | BW   |
| 51° 41′ 25″ N, 9° 49′ 48″ O | Blankenhagen 16, Grabhügel | Durchmesser ca. 5 m und Höhe ca. 0,5 m. Steinhügel. Rund. | 34818585 | BW   |
| 51° 41′ 24″ N, 9° 49′ 47″ O | Blankenhagen 17, Grabhügel | Durchmesser ca. 5 m und Höhe ca. 0,3 m. Annähernd rund. Westl. Hälfte auf Forstschneise. | 34818586 | BW   |
| 51° 41′ 23″ N, 9° 49′ 47″ O | Blankenhagen 18, Grabhügel | Durchmesser ca. 5 m und Höhe ca. 0,5 m. Steinhügel. Rund. | 34818587 | BW   |

### Blankenhagen 1
- ID:34817309
- 14 Steinhügel; rundlich bis oval; weitere Steinhügel im SW des Grabhügelfeldes vorhanden. Dm.  5 – 10 m; H. 0,3 – 0,6 m.

| Lage                        | Bezeichnung     | Beschreibung | ID       | Bild |
| --------------------------- | --------------- | --- | -------- | ---- |
| 51° 41′ 26″ N, 9° 49′ 36″ O | Blankenhagen 3  | Durchmesser ca. 4 m. Steinhügel. Annähernd rund. Rand auslaufend, nach W kaum abgesetzt.                                     | 34817070 | BW   |
| 51° 41′ 27″ N, 9° 49′ 36″ O | Blankenhagen 4  | Durchmesser ca. 5 m und Höhe ca. 0,5 m. Steinhügel. Rand gut abgesetzt, nach W nur schwach abgesetzt. Eingrabung im Zentrum. | 34817071 | BW   |
| 51° 41′ 29″ N, 9° 49′ 36″ O | Blankenhagen 5  | Größe ca. 7 × 5 m und Höhe ca. 0,6 m. Steinhügel. Oval, ca. O-W orientiert.                                                  | 34817120 | BW   |
| 51° 41′ 28″ N, 9° 49′ 35″ O | Blankenhagen 6  | Durchmesser ca. 6 m und Höhe ca. 0,4 m. Steinhügel. Rund. Rand nach W schwach, sonst deutlich abgesetzt.                     | 34817121 | BW   |
| 51° 41′ 29″ N, 9° 49′ 34″ O | Blankenhagen 7  | Größe ca. 7 × 6 m und Höhe ca. 0,5 m.                                                                                        | 34817122 | BW   |
| 51° 41′ 30″ N, 9° 49′ 32″ O | Blankenhagen 8  | Größe ca. 7 × 5 m und Höhe ca. 0,4 m.                                                                                        | 34817172 | BW   |
| 51° 41′ 31″ N, 9° 49′ 32″ O | Blankenhagen 9  | Durchmesser ca. 15 m und Höhe ca. 0,5 m. Unförmig.                                                                           | 34817173 | BW   |
| 51° 41′ 32″ N, 9° 49′ 37″ O | Blankenhagen 10 | Durchmesser ca. 5 m und Höhe ca. 0,5 m.                                                                                      | 34817174 | BW   |
| 51° 41′ 32″ N, 9° 49′ 36″ O | Blankenhagen 11 | Größe ca. 7 × 4 m und Höhe ca. 0,3 m.                                                                                        | 34817218 | BW   |
| 51° 41′ 30″ N, 9° 49′ 39″ O | Blankenhagen 12 | Durchmesser ca. 8 m. Annähernd rund.                                                                                         | 34817219 | BW   |
| 51° 41′ 29″ N, 9° 49′ 41″ O | Blankenhagen 13 | Größe ca. 7 × 5 m. | 34817220 | BW   |

## Fredelsloh
| Lage                        | Bezeichnung              | Beschreibung | ID       | Bild |
| --------------------------- | ------------------------ | --- | -------- | ---- |
| 51° 44′ 27″ N, 9° 48′ 34″ O | Fredelsloh 1, Töpferei   | | 34816986 | BW   |
| 51° 41′ 59″ N, 9° 42′ 55″ O | Fredelsloh 21, Glashütte | Auf einer Fläche von 35 × 50 m haben sich ausgedehnte Reste des ehemaligen Glashüttenstandortes erhalten. An mehreren Stellen liegen Halden von bis zu 0,8 m Höhe mit Produktionsabfall (Ofenwandung mit anhaftendem Glasschmelz, Hafenfragmente, Hohl- und Flachglasscherben und Glastropfen, Holzkohle, gebrannter Lehm und Steine). Älteste Erwähnung 1687 unter Glashüttenmeister Hans Adam Henne. 1699 bereits als wüst genannt, 1786 sollen noch Ruinen erkennbar gewesen sein. | 34819321 | BW   |

## Großenrode
| Lage                        | Bezeichnung              | Beschreibung                                                                                     | ID       | Bild |
| --------------------------- | ------------------------ | ------------------------------------------------------------------------------------------------ | -------- | ---- |
| 51° 40′ 9″ N, 9° 55′ 28″ O  | Großenrode 4, Grabhügel  | Durchmesser ca. 9 m und Höhe ca. 0,5 m. Rund. Am NW-Rand Einkuhlung.                             | 34819066 | BW   |
| 51° 40′ 10″ N, 9° 55′ 27″ O | Großenrode 7, Grabhügel  | Durchmesser ca. 9 m und Höhe ca. 0,3 m. Annähernd rund. Sehr weit auslaufend, besonders nach NW. | 34819067 | BW   |
| 51° 40′ 24″ N, 9° 54′ 57″ O | Großenrode 10, Grabhügel | Durchmesser ca. 12 m und Höhe ca. 0,5 m. Kleine Kuppenmulde.                                     | 34818160 | BW   |

## Moringen
| Lage                        | Bezeichnung                 | Beschreibung | ID       | Bild |
| --------------------------- | --------------------------- | --- | -------- | ---- |
| 51° 41′ 16″ N, 9° 53′ 36″ O | Moringen 1, Grabhügel       | Durchmesser ca. 15 m und Höhe ca. 1,5 m. Rund. Im Zentrum Grabung von 1,5 × 1,5 m; T. 1 m. Im südöstl. Hügelbereich kleinere Eingrabung. Einzelne Steine. | 34817569 | BW   |
| 51° 41′ 33″ N, 9° 53′ 1″ O  | Moringen 2, Hünsche Burg    | Annähernd rechteckige bis hufeisenförmige Wallgrabenanlage von max. 120 (N-S) × 95 m Fläche. Besonders die gefährdete O- und SO-Seite sind durch einen stärkeren Wall von bis zu 15 m Sohl-Br. bei max. 1,7 m H. nach O bzw. 3 – 4 m H. zum Innenraum geschützt. Nach W kein Wall, Gelände aber künstlich versteilt, im N-Bereich nur durch einen Graben von ca. 2 m Br. und etwa 0,3 m T. begrenzt. Die Innenfläche scheint für die Anlage der Burg planiert zu sein. Die Zugehörigkeit des nördl. Grabens zur Burg ist nicht sicher. Die Gesamtanlage ist gut erhalten, macht aber einen unvollendeten Eindruck. Vermutlich früh- bis hochmittelalterlich, mit Bezug auf den alten Höhenweg auf dem Kamm des Hagenberges. Möglicherweise besteht ein Zusammenhang mit dem ca. 400 m östl. vorgelagerten Abschnittswall, der in NNO-SSW-Richtung den Kamm sperrt.                                 | 34819866 | BW   |
| 51° 41′ 51″ N, 9° 52′ 11″ O | Moringen 4, Burg Moringen   | Ehemals Wasserburg von ca. 50 × 50 m Grundfläche mit umgebendem Wassergraben. Die Gebäude wurden mit Ausnahme des Brauhauses (heute: Museum) im Jahre 1720 wegen Baufälligkeit abgerissen. Zum heutigen Gebäudebestand gehört außerdem das im Jahre 1721 neu erbaute Amtshaus (jetzt: Rathaus). Der Wassergraben ist im W, N und O verfüllt, im S geht der hier liegende Teich des Parkgeländes vermutlich auf den alten Wassergraben zurück. Bei Bauarbeiten im "alten Brauhaus" fand sich im Jahre 1952 unter dem heutigen Bodenniveau ein Tor- bzw. Türbogen mit Resten einer eingemeißelten Jahreszahl ..58. Bei der noch in Resten erhaltenen ehemaligen Wasserburg Moringen handelt es sich um eine Anlage am Südrand der spätmittelalterlichen Stadt. Der Ort Moringen selbst wird in der urkundlichen Überlieferung erstmals in einer Urkunde Kaiser Ottos III. 978 als "Moringa" genannt. | 34819295 |      |
| 51° 43′ 42″ N, 9° 53′ 52″ O | Moringen 27, Warte          | Bilshäger Warte. Der Grundriss ist erhalten; Reste von Bauschutt (Bruchsteine, Mörtel, Ziegel). Reste als annähernd runder Hügel von ca. 10 m Dm. und 1 m H. erhalten. Warte im Zuge der Landwehr zwischen den Ämtern Moringen und Salzderhelden an der Heerstraße Einbeck - Moringen. Bauzeit unbekannt; im 18. Jh. noch als Ruine vorhanden gewesen. | 34817570 | BW   |
| 51° 41′ 33″ N, 9° 53′ 24″ O | Moringen 46, Abschnittswall | Abschnittswall mit östl. vorgelagertem Graben. L. 115 m, Wallsohl-Br. ca. 7 m, Graben-Br. ca. 6 m, Wall-H. bis 1,5 m, Graben-T. bis 1 m. Sehr gut erhalten. Eine Fortsetzung nach S zur Abriegelung des Höhenrückens und des darauf verlaufenden alten Höhenweges (vgl. Denecke 1969, Kartenbeilage) konnte nicht nachgewiesen werden. Auf Grund der Lage und äußeren Erscheinungsform ist es vermutlich eine mittelalterliche bis frühneuzeitliche Wegesperre des Höhenweges nach Moringen. Denkbar ist auch ein Zusammenhang mit der ca. 400 m westl. gelegenen Hünscheburg als äußerer Abschnittswall. | 34817028 | BW   |

### Moringen 35
- ID:34817596
- Ursprünglich vermutlich 8 – 9 Grabhügel. Einer wurde bereits um 1830 gegraben, zwei weitere im Jahre 1856 (durch W. Nöldeke). Jetzt noch 3 große sowie 2 kleinere, schwer erkennbare erhalten. Von den im 19. Jh. gegrabenen Hügeln sind obertägig keine Reste erhalten. Bronzezeit.

| Lage                        | Bezeichnung | Beschreibung                                                                    | ID       | Bild |
| --------------------------- | ----------- | ------------------------------------------------------------------------------- | -------- | ---- |
| 51° 41′ 27″ N, 9° 53′ 45″ O | Moringen 35 | Durchmesser ca. 25 m und Höhe ca. 1,2 m. Rund. Viele Einkuhlungen und Tierbaue. | 34817597 | BW   |
| 51° 41′ 27″ N, 9° 53′ 47″ O | Moringen 36 | Durchmesser ca. 18 m und Höhe ca. 1 m. Rund. Einkuhlungen.                      | 34817598 | BW   |
| 51° 41′ 27″ N, 9° 53′ 47″ O | Moringen 37 | Durchmesser ca. 10 m und Höhe ca. 0,2 m. Rund.                                  | 34817638 | BW   |
| 51° 41′ 26″ N, 9° 53′ 44″ O | Moringen 38 | Durchmesser ca. 13 m und Höhe ca. 1 m. Annähernd rund. Kuppenmulde.             | 34817639 | BW   |
| 51° 41′ 27″ N, 9° 53′ 49″ O | Moringen 40 | Durchmesser ca. 10 m und Höhe ca. 0,3 m. Annähernd rund.                        | 34817640 | BW   |